# Mountain Lakes
Mountain Lakes es un borough ubicado en el condado de Morris en el estado estadounidense de Nueva Jersey. En el año 2010 tenía una población de 4,160 habitantes y una densidad poblacional de 757.8 personas por km².

## Geografía
Mountain Lakes se encuentra ubicado en las coordenadas 40°53′14″N 74°26′27″O / 40.88722, -74.44083.

## Demografía
Según la Oficina del Censo en 2000 los ingresos medios por hogar en la localidad eran de $141,757 y los ingresos medios por familia eran $153,227. Los hombres tenían unos ingresos medios de $100,000 frente a los $61,098 para las mujeres. La renta per cápita para la localidad era de $65,086. Alrededor del 2% de la población estaba por debajo del umbral de pobreza.